# 31976 Niyatidesai
31976 Niyatidesai este un asteroid din centura principală de asteroizi.

## Descriere
31976 Niyatidesai este un asteroid din centura principală de asteroizi. A fost descoperit pe 28 aprilie 2000 la Socorro, New Mexico, în cadrul proiectului LINEAR. Asteroidul prezintă o orbită caracterizată de o semiaxă mare de 2,79 ua, o excentricitate de 0,09 și o înclinație de 1,7° în raport cu ecliptica.